# Liste der diplomatischen Vertretungen in Lettland

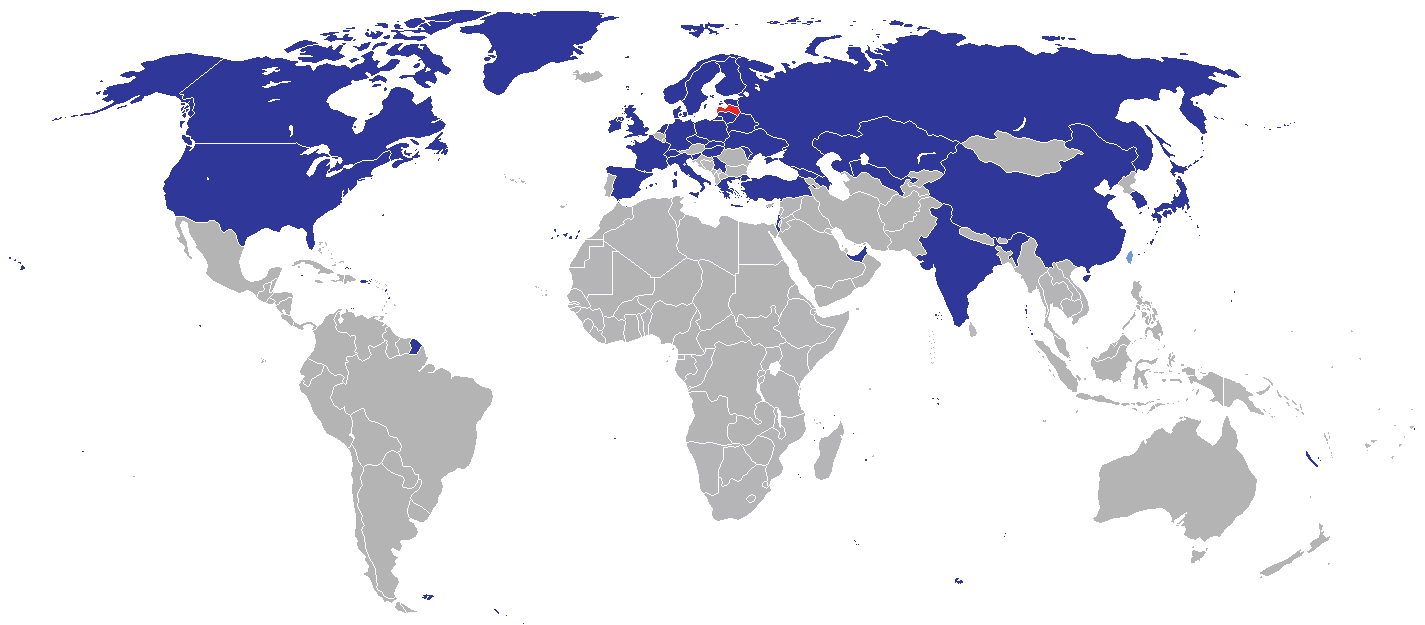
Staaten mit einer Botschaft in Lettland

Die Liste der diplomatischen Vertretungen in Lettland führt Botschaften und Konsulate auf, die im europäischen Staat Lettland eingerichtet sind (Stand 2019).

## Botschaften in Riga
35 Botschaften sind derzeit in der lettischen Hauptstadt Riga eingerichtet (Stand 2019).

### Staaten

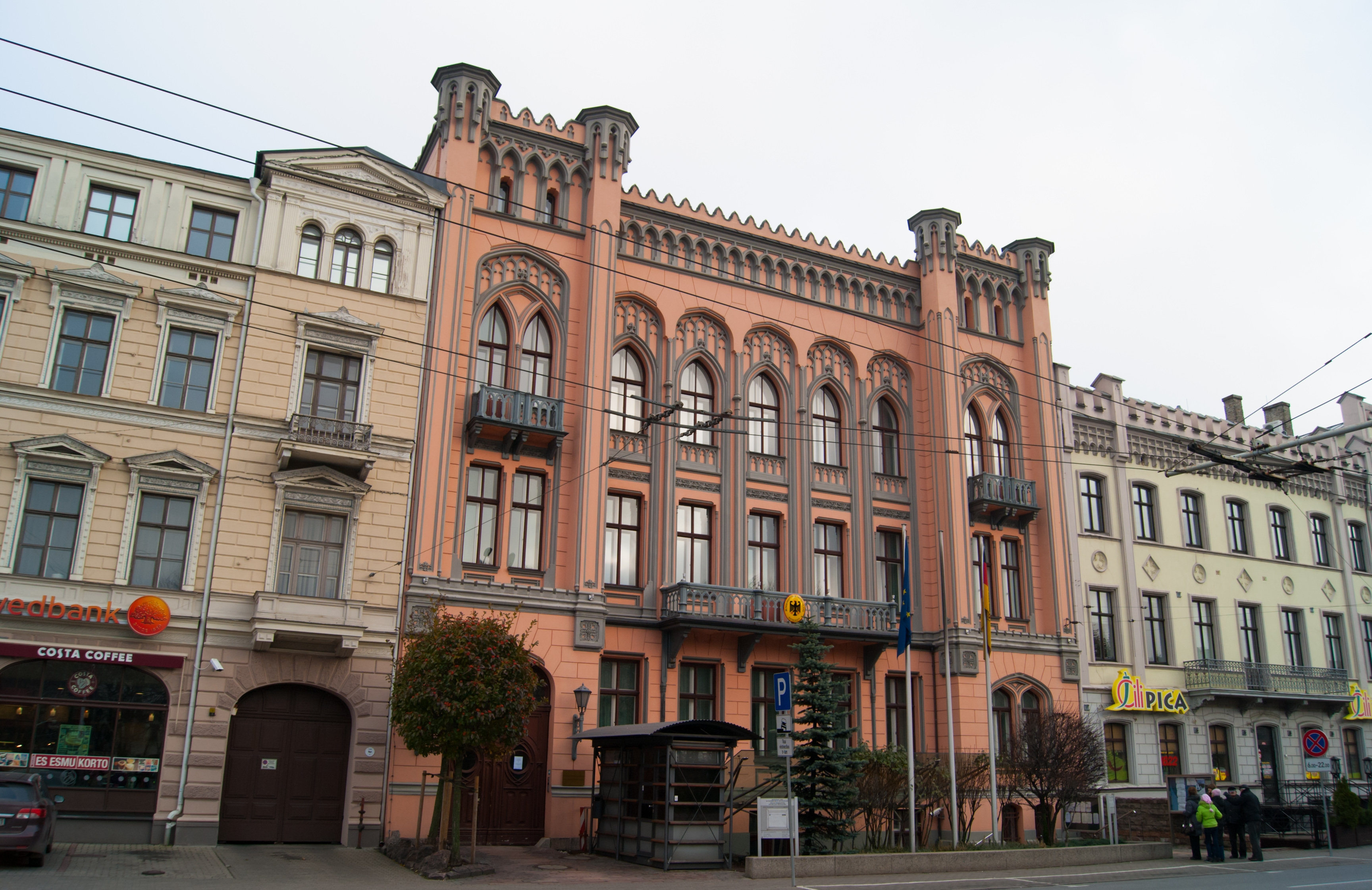
Deutsche Botschaft Riga, Raina Bulvaris 13

| - Aserbaidschan: Botschaft - Dänemark: Botschaft - Deutschland: Botschaft - Estland: Botschaft - Finnland: Botschaft - Frankreich: Botschaft - Georgien: Botschaft - Griechenland: Botschaft - Irland: Botschaft - Israel: Botschaft - Italien: Botschaft - Japan: Botschaft |  | - Kanada: Botschaft - Litauen: Botschaft - Moldau: Botschaft - Niederlande: Botschaft - Norwegen: Botschaft - Polen: Botschaft - Russland: Botschaft - Schweden: Botschaft - Schweiz: Botschaft - Slowakei: Botschaft |  | - Spanien: Botschaft - Tschechien: Botschaft - Türkei: Botschaft - Ungarn: Botschaft - Ukraine: Botschaft - Usbekistan: Botschaft - Vereinigte Arabische Emirate: Botschaft - Vereinigtes Königreich: Botschaft - Vereinigte Staaten: Botschaft - Volksrepublik China: Botschaft - Belarus: Botschaft |

### Vertretungen Internationaler Organisationen
- Taiwan, Verbindungsbüro
- Malteserorden, Botschaft

## Konsulate in Lettland

### Generalkonsulate
- Russland (Daugavpils)
- Russland (Liepāja)
- Belarus (Daugavpils)

### Konsulate
- Kasachstan (Riga)